# Anisonyx bipilosus
Anisonyx bipilosus är en skalbaggsart som beskrevs av Moser 1918. Anisonyx bipilosus ingår i släktet Anisonyx och familjen Melolonthidae. Inga underarter finns listade i Catalogue of Life.